# Richard Compton (Chemiker)

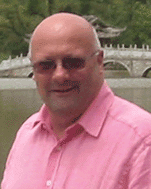
Richard Compton

Richard Guy Compton (* 10. März 1955 in Scunthorpe, Vereinigtes Königreich) ist ein britischer Chemieprofessor und Aldrichian Praelector an der University of Oxford. Außerdem ist er Tutorial Fellow am St John’s College und hat eine Arbeitsgruppe, die am Physical and Theoretical Chemistry Laboratory der Universität Oxford beheimatet ist.

## Leben
Richard Compton studierte am University College in Oxford Chemie, nachdem er zuvor für ein Mathematikstudium abgelehnt wurde. Nach Abschluss seines Studiums begann er eine Promotion im Arbeitskreis von John Albery, die er 1980 abschloss. Nach einem Aufenthalt am Queen’s College in Oxford bekam er 1981 einen Lehrauftrag an der University of Liverpool. 1985 kehrte er nach Oxford zurück, um am St John’s College zu lehren und zu forschen.
Richard Compton war außerdem CAS-Gastprofessor am Institute of Physical Sciences in Hefei und ist Ehrenprofessor an der Sichuan-Universität. Außerdem hat er Ehrendoktorwürden von der Estonian Agricultural University und der Nationalen W.-N.-Karasin-Universität Charkiw und ist Mitglied der Royal Society of Chemistry, der International Union of Pure and Applied Chemistry sowie der International Society of Electrochemistry.
Er ist zusätzlich Mitglied von Academia Europaea (2015) und Gründungs- sowie Chefredakteur der bei Elsevier verlegten Electrochemistry Communications (Impact Factor = 4,8).
In einem Profil in der Angewandten Chemie bezeichnet er Mikhail Bulgakov als seinen Lieblingsautor, Sichuan Hot Pot als sein Lieblingsessen und die Musik von Queen als seine Lieblingsmusik.

## Forschungsgebiete
Compton bearbeitet ein weitläufiges Forschungsgebiet, das sowohl grundlegende als auch angewandte Elektrochemie und -analytik einschließlich nanochemischen Aspekten umfasst.

## Veröffentlichungen und Patente
Im Laufe seiner Karriere publizierte Richard Compton mehr als 1500 wissenschaftliche Arbeiten (h-index = 96), die abzüglich Eigenzitationen mehr als 37000 mal zitiert wurden. Er ist Miterfinder von Patenten zu 25 verschiedenen Themen wie pH-Wert-Messungen, Gasdetektion oder der stärke von Knoblauch und Chili in Lebensmitteln. Richard Compton ist außerdem Autor folgender wissenschaftlicher Bücher:
- “Electrode Potentials”, Oxford University Press, 1996, wiederaufgelegt 1998 und 2002, mit G. H. W. Sanders.

- “Foundations of Physical Chemistry”, Oxford University Press, 1996 wiederaufgelegt 1999 and 2005 mit A. Rodger und C. Lawrence. Die Japanische Übersetzung wurde 1997 veröffentlicht, die Spanische Übersetzung 2001.

- “Foundations of Physical Chemistry: Worked Examples”, Oxford University Press, 1999, mit N. S. Lawrence and J. D. Wadhawan.

- “Understanding Voltammetry”, World Scientific, 1st Edition, 2007, Koautorenschaft mit C. E. Banks. 2. Auflage, veröffentlicht im Januar 2011. Die Russische Übersetzung wurde 2015 veröffentlicht. 3. Auflage 2018 veröffentlicht.

- “A G Stromberg: First Class Scientist, Second Class Citizen. Letters from the GULAG and a History of Electroanalysis in the USSR” mit A. S. Kabakaev, M. J. Stawpert, G. G. Wildgoose and E. A. Zakharova, Imperial College Press, veröffentlicht März 2011.

- “Understanding Voltammetry: Problems and Solutions”, mit C. Batchelor-McAuley and E. J. F. Dickinson, Imperial College Press, veröffentlicht Februar 2012.

- “Understanding Voltammetry: Simulation of Electrode Processes”, mit E. Laborda and K. R. Ward, Imperial College Press, veröffentlicht Januar 2014.

## Auszeichnungen und Preise (Auswahl)
- 2004: Volta Medal der Europäischen Sektion der Royal Society of Chemistry[7]
- 2011: Sir George Stokes Award der Royal Society of Chemistry[8]
- 2018: Robert Boyle Prize for Analytical Science der Royal Society of Chemistry[6]